# Instituto Politécnico Nacional
O Instituto Politécnico Nacional (IPN ou simplesmente o Politécnico) é uma instituição pública mexicana de pesquisa e educação em níveis médio superior, graduação e pós-graduação, fundada na Cidade do México em 1936 durante o governo do presidente Lázaro Cárdenas del Río.
O IPN foi fundado seguindo os ideais da revolucionários na reconstrução do país, procurando oferecer educação profissional às pessoas menos favorecidas naquele tempo, promovendo assim um impulso para o desenvolvimento industrial e econômico do país.
É uma das instituições educativas mais prestigiosas e importantes do México com mais de 150.000 alunos em seus 271 programas acadêmicos realizados em 81 unidades acadêmicas.

## História
Em 1932 o Secretarío de Educação Pública Narciso Bassols levantou a necessidade de organizar um sistema de ensino técnico, a esta proposta aderiram os engenheiros Luis Enrique Erro Soler e Carlos Vallejo Marquez. Em 1 de janeiro de 1936 criou-se o Instituto Politécnico Nacional, mediante decreto presidencial assinado pelo General Lázaro Cárdenas del Río e publicado no Diário Oficial da Federação.

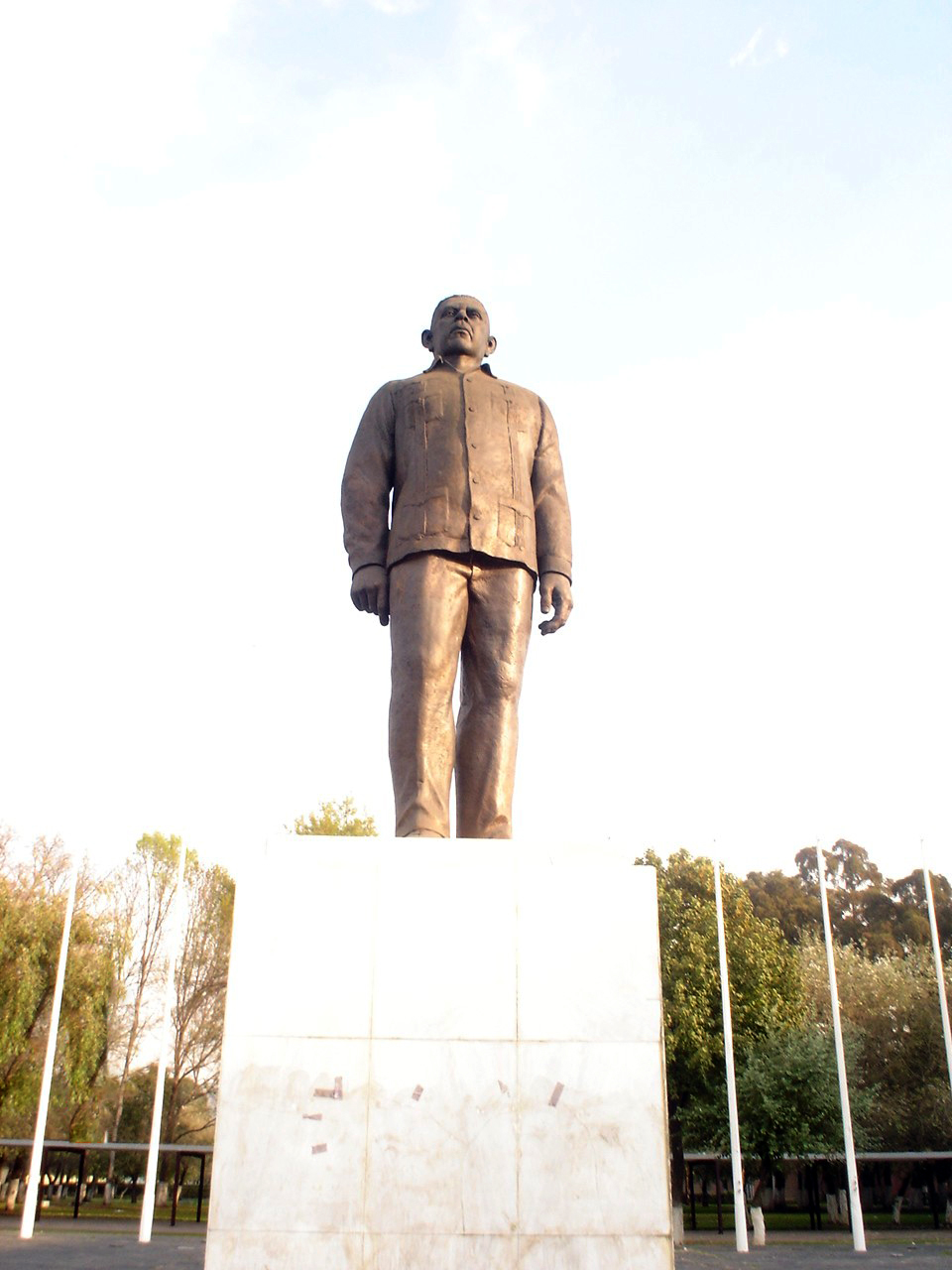
Monumento ao General Lázaro Cárdenas del Río, no campus Zacatenco

O IPN formou-se como uma grande instituição integrada pelas seguintes escolas, de divermos ramos de estudo, que até aquele momento tinham operado de maneira independente:Escuela Nacional de Medicina Homeopática (ENMH), Escuela Nacional de Ciencias Biológicas (ENCB), Escuela Superior de Comercio y Administración (ESCA), Escuela Superior de Ingeniería Mecánica y Eléctrica (ESIME) e Escuela Superior de Construcción, bem como uma parte das escolas do antigo Instituto Técnico Industrial. Desta forma as instalações do IPN nasceram localizadas em diversos edifícios, atualmente localizados no centro histórico da Cidade do México e na antiga fazenda do Casco de São Tomás.
O projecto Cardenista propunha um desenvolvimento industrial do país, para tais efeitos era urgente contar com operários (prevocacionales), técnicos (vocacionales) e profissionais (Escolas superiores e nacionais) que contribuíssem como capital humano de origem nacional.
Na gestão do então Director Alejo Peralta foram doados terrenos ao IPN, alguns deles frutos de expropriação, em Santa María Ticomán e San Pedro Zacatenco, com extensões de 213 hectares o primeiro e 43 hectares o segundo.
Em 1958 iniciaram-se as obras do que hoje é a Unidade Profissional "Adolfo López Mateos" (Zacatenco) e dia 19 de março de 1959, Adolfo López Mateos, então presidente do México acompanhado pelo Subsecretario de Educação Pública, Jaime Torres Bodet, e o então Director do IPN, Eugenio Méndez Docurro, inauguraram os primeiros quatro edifícios em Zacatenco, que foram ocupados pela Escola Superior de Engenharia Mecânica e Eléctrica (ESIME) e a Escola Superior de Engenharia e Arquitectura (ESIA).

## Organização

### Ramos do conhecimento e grau académico
O Instituto organiza seus estudos de duas maneiras, por ramo do conhecimento, e por grau de estudos.
- Por ramos do conhecimento
  - Engenharia e Ciências Físico-Matemáticas
  - Ciências Médico-Biológicos
  - Ciências Sociais e Administrativas
- Por grau acadêmico
  - Médio Superior
  - Graduação
  - Pós-graduação

### Unidades Acadêmicas

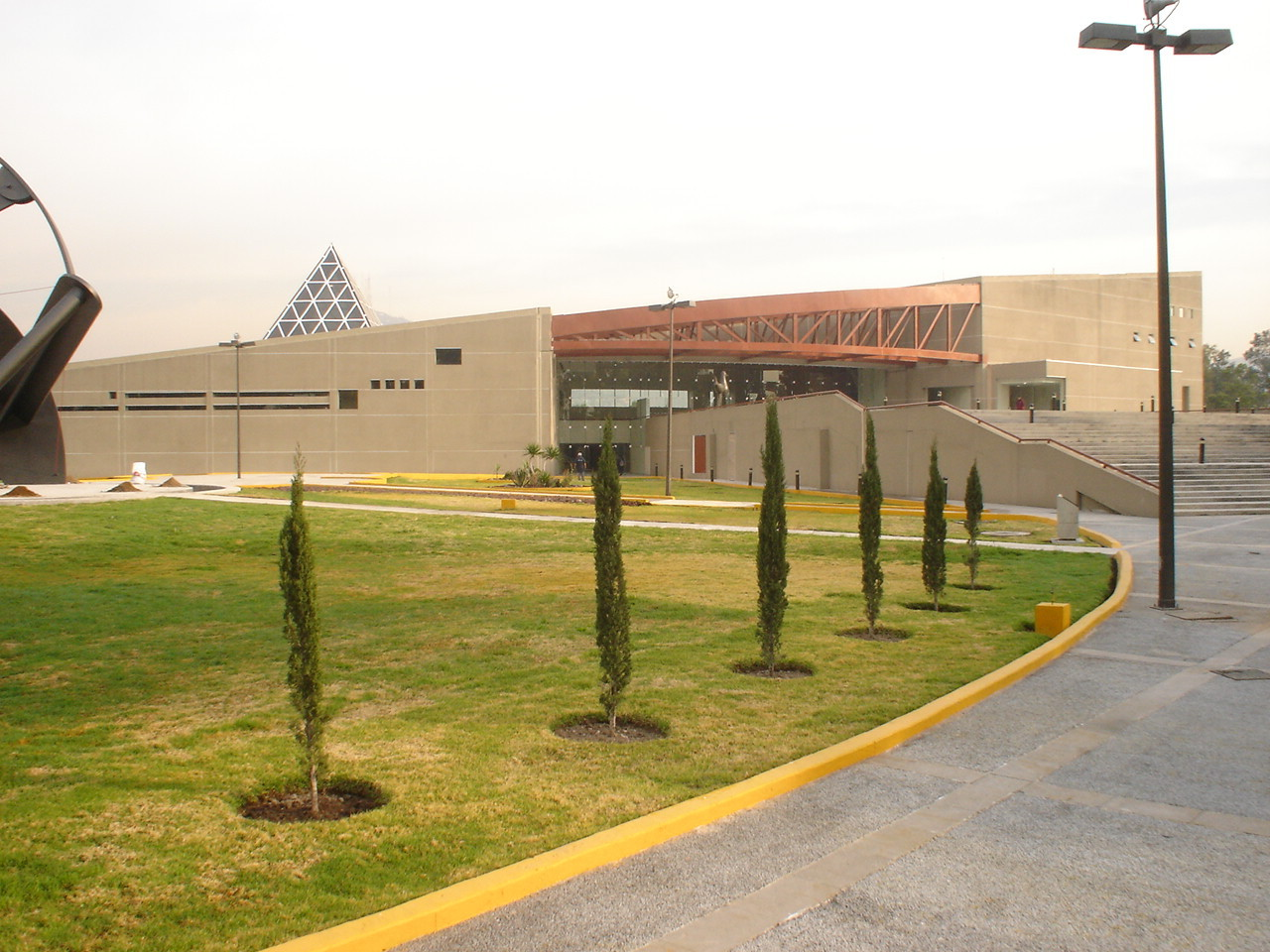
Unidad Politécnica Para el Desarrollo y la Competitividad Empresarial em Zacatenco

O Instituto conta com as seguintes unidades acadêmicas:
- Médio Superior
  - 15 Centros de Estúdios Científicos y Tecnológicos (C.E.C. y T.)
  - 1 Centro de Estúdios Tecnológicos (C.E.T.)
- Graduação
  - 26 Escolas, Centros e Unidades Interdisciplinares
- 20 Centros de Investigação Científica e Tecnológica
- 12 Centros de Educação Continuada
- 2 Unidades de Apoio à Inovação Educacional
- 2 Unidades de Apoio à Promoção e Desenvolvimento Empresarial
- 3 Unidades de apoio à aprendizagem

## Cursos
O IPN oferece 65 carreiras técnicas ensinados em C.E.C. y T. e C.E.T., 78 cursos de graduação e 128 cursos de pós-graduação. No último nível da educação, o IPN oferece 26 especialidades, 70 mestrado e 32 doutorado.